# Oliver Kalkofe
Oliver Lars Fred Kalkofe (nascido em 12 de setembro de 1965 em Engelbostel) é um ator alemão, comediante, artista de cabaré, satirista, moderador, parodista, colunista e dublador.
Ele teve sua descoberta em toda a Alemanha com o programa de televisão Kalkofes Matt screen, transmitido na Premiere desde 1994.